# Tupiratins
Tupiratins este un oraș în Tocantins (TO), Brazilia.